# Giovanni Zanotti
Giovanni (Calisto Andrea) Zanotti (14. října 1738 Bologna – 1. listopadu 1817 tamtéž) byl italský skladatel.

## Život
Giovanni Zanotti byl synovcem významného učence, vědce a spisovatele Francesca Marii Zanottiho. Studoval u Giovanni Battisty Martiniho. V roce 1758 byl přijat do Filharmonické akademie (Accademia Filarmonica), jejíž hlavou byl v letech 1764–1765. V roce 1761 se stal asistentem kapelníka v hlavním bolognském chrámu sv. Petra (Basilica di San Petronio) a v letech 1774–1789 tam působil jako maestro di cappella.

## Dílo
- L'Olimpiade (opera, karneval 1767, Bologna)
- Messa intera da morto (smuteční mše pro dva tenory a varhany, 1786)